# Scott English
Scott English (* 10. Januar 1937 in Brooklyn; † 20. November 2018) war ein US-amerikanischer Singer-Songwriter, der 1974 für seinen Welthit Brandy bekannt wurde.

## Karriere
English wuchs in Brooklyn (New York City) auf. Bereits in Kindheitstagen erweckt in ihm sein musikalisches Interesse. 1960 brachte er seine erste Single 4,000 Miles Away bei Dot Records heraus. Mit dem Jazzmusiker Larry Weiss schrieb er Bend Me, Shape Me, was ein Hit für die in Chicago ansässige Band American Breed wurde und Platz 5 in den USA erreichte. 1974 brachte er seinen Welthit Brandy heraus, der größere Bekanntheit in der Coverversion von Barry Manilow als Mandy (1974) erlangte. Nach Ende der 1970er Jahre zog er sich aus der Öffentlichkeit zurück, verließ die Vereinigten Staaten und lebte bis zuletzt in London.
1998 fungierte er noch einmal als Songwriter für den Titel Where Are You? der britischen Sängerin Imaani, die damit das Vereinigte Königreich beim Eurovision Song Contest 1998 vertrat.
English war zwei Mal verheiratet und hat zwei Kinder.

## Diskografie

### Alben
- 1978: Scott English

### Singles
- 4,000 Miles Away (1960)
- High on a Hill (1964)
- Brandy (1971)
- Denver Calling (1971)
- Waterfall Woman (1971)
- Ballad of the Unloved (1972)
- He Was Me He Was You (1972)
- Dark Eyed Daughter of Love (1973)
- Rescue Man (1973)
- Mobile (1973)
- Camp Followin' Rosie (1973)
- Moonlight Lady (1974)
- Something's Missin' in My Life (1974)
- Dance ('Till You're Out of My Life) (1978)
- Stay (1978)